# لويد أونيل
لويد أونيل (بالإنجليزية: Lloyd O'Neil)‏ هو نقابي وسياسي أسترالي، ولد في 24 يونيو 1937 في ميناء بورت بيري في أستراليا. نشط حزبياً في حزب العمال الأسترالي. وقد انتخب عضو مجلس النواب الأسترالي عن دائرة Division of Grey ‏ (5 مارس 1983 – 8 فبراير 1993).